# Mouvement nationaliste Tacuara
Le Mouvement nationaliste Tacuara renommé par la suite Mouvement nationaliste révolutionnaire Tacuara, est une organisation politique d'extrême droite argentine, active de 1955 à 1965. 
Le 4 avril de 1964, la police fédérale a signalé que, de janvier à novembre 1963, des membres du Mouvement nationaliste révolutionnaire Tacuara avait dirigé quarante-trois actes terroristes. Lié aux secteurs les plus conservateurs du mouvement péroniste et directement inspiré par la prédication du prêtre catholique Julio Meinvielle et du sociologue français Jacques de Mahieu, Tacuara a défendu une idéologie forte nationaliste, catholique, fasciste, anti-communiste, antisémite et anti-démocratique.

## Origine
Le Tacuara, traditionaliste, était constitué de jeunes issus pour la plupart de lycées militaires et d’écoles religieuses ; ils avaient acquis une importance particulière dans les émeutes opposant des partisans de l'éducation laïque à la promulgation de la loi sur l’éducation quelques années auparavant. Le groupe a promu la restauration de l'enseignement religieux aboli au cours des derniers jours du gouvernement de Juan Domingo Perón et la création en Argentine de l'État National-syndicaliste au sens du modèle phalangiste, ainsi que la lutte contre le judaïsme et la gauche. Ils ont proclamé la suprématie de la nation sur d'autres questions et se sont opposés à ce qu'ils ont appelé la « démocratie libérale », ont admirés des personnalités comme celle de Benito Mussolini, ont soutenu l'existence de juifs internationaux visant à dominer le monde (tels que Les Protocoles des Sages de Sion), alors qu’ils ressentaient une profonde nostalgie des puissances de l’Axe et des regrets pour leur défaite lors de la Seconde Guerre mondiale. Il a exalté la violence en tant que forme de mobilisation permanente. Le contact avec certains nazis exilés d'Allemagne après 1945 renforça l'idéologie fasciste du groupe. Ses membres avaient un fort sentiment anti-impérialiste, anticapitaliste, corporatiste et militariste. Ils ont également mis en exergue les valeurs culturelles traditionnelles héritées de l’Espagne en Amérique latine, tout en méprisant la culture française que les conservateurs et les libéraux argentins exaltaient. À son tour, le groupe avait un révisionnisme historique qui défendait Juan Manuel de Rosas (discrédité par l'éducation historiographique traditionnelle) et répudiait des héros tels que Sarmiento et Belgrano de les considérer comme « francs-maçons et libéraux ».
La révolution à Cuba de 1959 a marqué un tournant pour les mouvements politiques latino-américains et Tacuara n'a pas fait exception. Cet événement a généré des sensations disparates au sein du mouvement. Les tensions entre Cuba et les États-Unis ont suscité beaucoup d'attentes. Joe Baxter était fasciné par le phénomène cubain et a commencé à considérer que c’était la voie qu'il voulait suivre. Cependant, ce n'est qu'en 1961 que Fidel Castro a annoncé son option pour le marxisme-léninisme, option qu’il avait niée au sein de son mouvement dans ses déclarations précédentes. Ezcurra et ceux qui le suivirent de plus près devinrent alors des ennemis de la révolution cubaine.
Aux élections de 1962, Tacuara présenta des candidats à l'Union civique nationaliste (UCN) à Entre Rios. L'UCN était un petit parti nationaliste fondé dans les années 1940 à Cordoue par les frères Irazusta. Cela conférait à Tacuara une ancienne place dans la rue Tucumán no 415, qui devint son quartier général historique. Cependant, un groupe dirigé par Baxter a choisi de soutenir le péronisme proscrit.
Les membres de Tacuara ont commencé à s'habiller avec des laisses militaires et des chemises brunes semblables à celles des nazis. Le salut au bras tendu et la cérémonie d’initiation sont les héritiers des discours des décennies précédentes.

## Relation avec laLigue arabe
En 1962, une délégation de la Ligue arabe s'installa en Argentine avec Hussein Triki à la barre pour lancer une campagne publicitaire de harcèlement contre Israël et le sionisme. Pour atteindre son objectif, il a réussi à établir une alliance avec Tacuara et la Garde nationaliste de restauration (GRN), en subventionnant ses structures et ses activités. C'était le pont entre les extrémistes de droite locaux et les ultranationalistes étrangers et qui introduisait l’idée que la lutte de ces Argentins était celle des Arabes.
En 1964, dans une manifestation organisée par la Ligue arabe dans un théâtre de Buenos Aires, les militants de Tacuara infiltrés dans la manifestations ont crié « Mort aux juifs » et « Nasser et Perón, un seul cœur ».

## Scission
Entre 1960 et 1963, l'organisation a été scindée pour des questions idéologiques. L'arrivée massive de jeunes ayant des visions différentes du monde - à peine unis par une vague conception nationaliste et un fort désir d’agir - a plongé le mouvement dans un processus complexe. Beaucoup de nouveaux militants ont sympathisé avec le péronisme, alors que certains des anciens leaders sceptiques ont commencé un lent processus de transformation idéologique vers le péronisme et la gauche.
De nombreux militants se sont battus aux côtés des syndicats et se sont associés à la jeunesse péroniste. Cela a été mal vu par certains secteurs de Tacuara. En mars 1960, le prêtre Meinvielle ne pouvait tolérer l'idée que le mouvement était lié au péronisme et demandait à la justice sociale d'accroître sa popularité, accusant son noyau originel de déviations marxistes, il a donc créé une organisation encore plus parallèle. réactionnaire baptisé comme Garde nationaliste restauratrice (GRN). C'était la première division du groupe et celle qui maintenait la ligne la plus dure, ultra-catholique et antisémite, dont la devise était (« Dieu, Patrie et Foyer »), alors que son inspiration centrale était le fondateur de la Phalange espagnole, José Antonio Primo de Rivera. Roberto Etchenique et Roberto Estrada ont été les premiers dirigeants du nouveau mouvement, mais peu de temps après, Augusto Moscoso leur a succédé.
Un peu plus tard, un autre groupe dirigé par Dardo Cabo s'est séparé de Tacuara pour former le Mouvement pour la Nouvelle Argentine (MNA), qui se battait pour le retour de Perón en Argentine. C'était l'une des premières organisations péronistes de droite en Argentine. Le lancement officiel du nouveau groupe a eu lieu le 9 juin 1961, en commémoration du soulèvement du général Juan José Valle cinq ans plus tôt.
Enfin, en 1963, la rupture la plus importante s’est produite. Un secteur dirigé par Joe Baxter et José Luis Nell a créé le Mouvement nationaliste révolutionnaire Tacuara (MNRT), qui, sans renoncer à son nationalisme, a rompu avec l'Église, la droite et l'antisémitisme, pour migrer vers des postes de plus en plus proches du marxisme et le péronisme de gauche, où viendraient bon nombre des cadres des Forces armées péronistes (FAP) et du péronisme de base (PB) et, dans une moindre mesure, de Montoneros et de l’Armée de la révolution populaire (ERP).

## Opérations
Tacuara a eu des contacts avec la police et d'anciens réfugiés nazis en Argentine. Pour cette raison, il avait facilement accès à des armes qui, à cette époque, faisaient l'envie d'autres organisations. Il y avait aussi la perception de la taxe révolutionnaire auprès de nombreux marchands juifs du quartier de Once à Buenos Aires lorsqu'ils ont été agressés, bien que ceux-ci aient ensuite été organisés pour faire face à Tacuara.
À ses débuts, Tacuara était caractérisé par des combats de rue avec d'autres étudiants d'idéologies différentes. Les querelles abondaient au secondaire, en grande partie dans le conflit entre laïcs et libres qui se déroulaient entre ceux qui souhaitaient une éducation catholique obligatoire et ceux qui ne le voulaient pas.
En 1959, des profanations ont eu lieu au cimetière juif de La Tablada, accompagnées d'inscriptions et de croix gammées sur les pierres tombales. L'enlèvement en Argentine par les services de renseignement israéliens (Mossad) de l'ancien criminel de guerre allemand et nazi Adolf Eichmann a intensifié la vague antisémite de Tacuara, qui a nié être antisémite pour des raisons raciales, mais a reconnu être un ennemi du judaïsme dans le pays. L'Argentine, qu'ils accusaient de serviteurs de « l'impérialisme israélien ». Cette situation a amené le DAIA (organe politique de la communauté juive argentine) à faire pression sur le gouvernement pour qu'il agisse.
Le plus haut sommet a eu lieu le 17 août 1960, lorsque les Tacuaras du Collège national de Sarmiento ont attaqué leurs compatriotes juifs et abattu Edgardo Trilnik, âgé de 15 ans, lors de l'hommage rendu à José de San Martín. Viennent ensuite des mois de bombes - d'explosifs et de bombes à goudron - contre des synagogues, des écoles et des institutions juives, des centaines de graffitis, des tracts et des menaces.
D'autre part, certains groupes ont progressivement émergé, agissant pour le compte de Tacuara à Buenos Aires et surtout à l'intérieur du pays, mais qui n'étaient pas vraiment sous le contrôle de la centrale Tucumán 415 ou dont les membres avaient prêté le serment correspondant. une partie du mouvement. En ce sens, Ezcurra a effectué plusieurs tournées à l'intérieur du pays avec la difficile mission de discipliner des groupes qui s'appelaient eux-mêmes Tacuara sous commandement national. En fait, à Buenos Aires même, la croissance et la renommée du groupe étaient telles qu’il n’était parfois pas possible de contrôler tous les individus qui copiaient la tenue vestimentaire, les salutations et les slogans de l’organisation. Nombre d'entre eux avaient l'intention d'agir en son nom sans autorisation d'intimider ou simplement comme un signe de rébellion contre la société.
En 1963, le gouvernement a par le décret 3134/63, interdit toute activité de Tacuara et de GRN sur le territoire national. Cependant, l'influence des services de sécurité a rendu ce décret impraticable. En fait, Tacuara a compté à de nombreuses reprises avec la pleine collaboration des officiers supérieurs des forces armées, qui ont vu dans ce nouveau groupe de combat fasciste une sorte d’instrument qui servirait de « mur de soutènement » contre l'avancée du danger communiste et les mouvements de jeunesse de la gauche, qui ont fait que le groupe Ezcurra a reçu à plusieurs reprises des armes et des munitions de l'armée. D'autre part, la complicité de certains cadres de la police nationaliste était évidente lorsqu'ils ont laissé l'organisation agir librement.

### Attaque contre Graciela Sirota
L'un des cas d'antisémitisme les plus graves a été l'attaque de Graciela Sirota, le 21 juin 1962. La jeune femme de 19 ans a déclaré qu'elle avait été battue, était montée dans une voiture en attendant que le bus aille à l'école et ait été gravement torturée avec brûlures de cigarettes sur tout le corps. Enfin, une croix gammée a été gravée avec un rasoir dans la poitrine droite. Cette affaire a provoqué une grande indignation dans la société et de nombreuses critiques sur l'impunité dont bénéficiait Tacuara.
La réaction de DAIA a été brutale. Il a paralysé tout le commerce juif du pays le 28 juin, avec l’arrivée d’étudiants et de divers secteurs politiques, syndicaux et intellectuels.
La police fédérale a publié un rapport faisant état de certains aspects de la plainte qui ne se fermaient pas: Mlle Sirota avait manqué la convocation de l'inspecteur chargé de l'enquête et était accusée d'avoir causé elle-même des blessures superficielles.
Le même jour 28, un jeune homme de La Paternal a signalé que cinq personnes l'avaient enlevé et avait marqué trois croix gammées: sur son front et sur ses deux joues. La police a également rejeté la plainte parce qu’elle était si parfaite et superficielle qu'elle n'aurait pas pu être présentée contre son gré : la DAIA n'a pas protesté à ce sujet. Le 30, les agents de la SIDE ont été informés qu'un groupe de jeunes juifs préparait une attaque violente contre la communauté juive elle-même: une institution de cette communauté a fait l'objet d'une descente à Caseros, où 50 personnes ont été dispersées avec des blackjacks et des armes à feu. La fusillade s'est terminée par la mort du sous-inspecteur Heber Luis Angelici.
Après l'affaire Sirota, la renommée de Tacuara s'est énormément développée. À New York, le Congrès juif mondial a dénoncé devant les Nations unies que le chef national-socialiste américain, George Lincoln Rockwell, cherchait à se connecter à Tacuara. Dans le même temps, le représentant de l’Arabie saoudite a salué devant l'organisation internationale « la croisade Tacuara contre le sionisme» et a exprimé le souhait que ce mouvement se répande dans toute l'Amérique latine.

### Assaut sur la polyclinique de banque
Par ailleurs, une fraction du groupe qui s’était tourné vers le péronisme et avait formé le Mouvement nationaliste révolutionnaire Tacuara (MNRT) a acquis une renommée nationale le 29 août 1963 après l'assaut de la polyclinique bancaire (dénommée interne Opération Rosaura), Il a tué deux employés, en a blessé trois autres et a pris 14 millions de pesos, soit l'équivalent de 100 000 dollars, une fortune pour l'époque. José Luis Nell, Horacio Rossi, Jorge Caffatti, Ricardo Viera, Rubén Rodríguez, Carlos Arbelos et Mario Duahy ont participé au coup d'État.
Au fil du temps, une partie de cet argent a été récupérée et certains des auteurs du vol ont été arrêtés. La numérotation des factures étant marquée, il était possible de suivre la piste de l'argent, jusqu'à ce que la police finisse par découvrir les véritables exécuteurs et pratiquement démanteler l'organisation. La majorité des personnes arrêtées et reconnues coupables de l'acte ont été libérées en mai 1973, lorsque le péronisme est revenu au pouvoir et que le président Héctor Cámpora a décrété une large amnistie pour les prisonniers politiques.
Ce fut la première action politique armée menée par un groupe exclusivement civil dans l'histoire de l'Argentine. Dans une interview accordée par le magazine Compañero en septembre 1964 aux protagonistes de l'assaut contre les détenus de la banque polyclinique dans les prisons de Villa Devoto et Avenida Caseros, les membres du MNRT ont défini le secteur qui est resté avec Ezcurra dans le Tacuara d'origine groupe de choc du régime, caractérisé par une hystérie anti-marxiste, qui devint en pratique une garantie des agences de répression. Les prisonniers, qui s'appelaient eux-mêmes des « péronistes révolutionnaires », s'éloignent du nationalisme de droite pour se rapprocher du Nationalisme de gauche.
« Il est absurde de transplanter la solution fasciste (y compris au sein du système capitaliste, dans lequel les nationalismes de droite sont encadrés) dans les pays d'Amérique latine, les pays dépendants et non industrialisés, les pays néo-coloniaux. Les nationalistes de droite sont conservateurs et non révolutionnaires. Ils tentent de changer les institutions politiques dans le but de restaurer ou de préserver le système économique et de maintenir le retard culturel des grandes masses, afin que la culture soit une expression exclusive des élites privilégiées réduites ».

### Assassinat de Raùl Alterman
En 1964, Raúl Alterman, jeune militant juif de gauche, a été tué à la porte de son domicile, en représailles de la mort de deux militants du MNRT et de l'un des jeunes péronistes dans un incident confus lors de la réunion plénière de la CGT à Rosario. La raison pour laquelle Alterman a été choisi comme cible de l'attaque n'a jamais été très claire, bien que son élection soit censée être uniquement en raison de son statut de juif et de socialiste.
Après l'assassinat, l'organisation a envoyé une lettre aux parents d'Alterman, déclarant : « Personne ne tue parce qu'il est juste; votre fils a été tué parce qu'il était un chien juif communiste. S'ils ne sont pas convaincus que tous les chiens et exploiteurs juifs se retirent à sa Judée natale Que font-ils dans notre pays ? »
Le crime était un scandale national et même Joe Baxter, un ancien militant du MNRT, a poursuivi le programme de Bernardo Neustadt pour répudier l'idéologie fasciste d'Ezcurra et ses anciens partenaires du militantisme.

## Déclin
Après l'assaut de la polyclinique bancaire et le meurtre de Raúl Alterman, de nombreux militants des factions Tacuara ont été arrêtés ou sont entrés dans la clandestinité. Joe Baxter, l'un de ses fondateurs, après avoir rencontré Perón, combattant au Vietnam et connaissant la Chine, s'est tourné vers la gauche révolutionnaire pour devenir l'un des fondateurs de l'ERP, aux côtés de Mario Roberto Santucho. Peu de temps après, il mourut dans un accident d'avion en France.
Par la suite, José Luis Nell a rejoint les FAR-Montoneros. Nell serait tétraplégique après que deux balles lui aient percé le dos dans le Massacre d'Ezeiza le jour du retour de Perón et deux ans plus tard, il se suicida d'une balle dans la bouche.
À la fin de 1964, Alberto Ezcurra Uriburu devint prêtre et laissa Patricio Collins à la tête de l'organisation. Ensuite, Ezcurra s'est engagé dans le travail pour les services de répression de l'État et Tacuara a disparu en tant que noyau organique, également pour Triple A et le bataillon de renseignement de l'armée 601. La plupart des membres du noyau initial de Tacuara, après avoir quitté l'organisation, deviendraient rapidement des agents des groupes de police auxiliaires de droite qui exerceraient la répression étatique dans les années 1970 ou seraient des collaborateurs directs des services de renseignement pendant la période du conflit. La dictature
Dardo Cabo rejoindra plus tard le syndicalisme vandoriste et deviendra célèbre pour l’Opération Condor où, le 28 septembre 1966, avec 17 autres militants, il détournera un avion d’Aerolineas Argentinas pour le conduire aux îles Falkland et y installer quatre drapeaux argentins.. Il deviendrait l'un des plus importants dirigeants de l'organisation torse nu, qui assassinerait le syndicaliste Augusto Vandor en 1969. Des années plus tard, il est devenu le rédacteur en chef du magazine El Descamisado, l'un des médias les plus importants de Montoneros de l'époque. Cabo est tué par des membres de l'armée alors qu'il était en détention le vendredi 6 janvier 1977.
Dans l'article Les jeunes fascistes découvrent leur pays, publié dans le magazine March de 1967, Eduardo Galeano a déclaré :
« Du même tronc d’origine viennent les tacuaras qui se sont terminés par le péronisme de gauche et ceux qui ont rejoint le péronisme de droite, ceux qui ont embrassé le marxisme-léninisme et ceux qui officient en tant que gardes du corps de certains bureaucrates syndicaux; ceux qui peignent sur les murs, encore, des croix gammées et des conseils: « Deguelle communiste de jour ». De la même source venaient les veuves de Hitler et les dévots de Péron, Mao et Fidel. (...) Définissant pour ce qu'il a rejeté, mais sans idée claire de ce qu'il cherchait, d'une idéologie empruntée, inexacte et contradictoire, Tacuara a continué à détacher, jusqu'à la fin, des sous-groupes séparés à la suite de la lutte interne des tendances [...] Presque tous les groupes terroristes de droite qui ont survécu sont issus de cette matrice et, dans le péronisme, il existe des noyaux de toutes les nuances, des marxistes aux rosistes, qui ont quitté Tacuara: toutes les positions et toutes les attitudes se reflètent aujourd'hui, de la désintégration, quelle était cette congrégation hétérogène de jeunes en colère unis par leurs mythes et leur style ».
Le journaliste Roberto Bardini, qui était dans l’adolescence un partisan du MNRT, a écrit : « Sauf à ses débuts, Tacuara n’a jamais été une organisation idéologiquement homogène. Malgré ses codes forts, dans son intérieur, ils ont cohabité - aussi longtemps que possible - plusieurs courants nationalistes. Il y avait des tendances semi-aristocratiques avec une nostalgie des années trente et des tendances plébéiennes: catholiques anti-péronistes et catholiques péronistes, fascistoïdes et socialisants, leaders du coup d'État populistes pro-militaires et insurrectionnels ».

### Articles Connexes
- Péronisme
- Nationalisme révolutionnaire
- Néofascisme
- Extrême droite par pays